# Katianna
Katianna är ett släkte av urinsekter. Katianna ingår i familjen Katiannidae.
Kladogram enligt Catalogue of Life:
| Katianna | \| \| Katianna antennapartita \| \| \| \| \| \| Katianna australis \| \| \| \| \| \| Katianna gloriosa \| \| \| \| \| \| Katianna perplexa \| \| \| \| \| \| Katianna purpuravirida \| \| \| \| \| \| Katianna ruberoculata \| \| \| \| |
|          | \| \| Katianna antennapartita \| \| \| \| \| \| Katianna australis \| \| \| \| \| \| Katianna gloriosa \| \| \| \| \| \| Katianna perplexa \| \| \| \| \| \| Katianna purpuravirida \| \| \| \| \| \| Katianna ruberoculata \| \| \| \| |
|          | Gisinianus |
|          | |
|          | Metakatianna |
|          | |
|          | Parakatianna |
|          | |
|          | Polykatianna |
|          | |
|          | Pseudokatianna |
|          | |
|          | Rusekianna |
|          | |
|          | Sminthurinus |
|          | |
|          | Vesicephalus |
|          | |
|          | Katianna antennapartita |
|          | |
|          | Katianna australis |
|          | |
|          | Katianna gloriosa |
|          | |
|          | Katianna perplexa |
|          | |
|          | Katianna purpuravirida |
|          | |
|          | Katianna ruberoculata |
|          | |

|  | Katianna antennapartita |
|  |                         |
|  | Katianna australis      |
|  |                         |
|  | Katianna gloriosa       |
|  |                         |
|  | Katianna perplexa       |
|  |                         |
|  | Katianna purpuravirida  |
|  |                         |
|  | Katianna ruberoculata   |
|  |                         |